# Arc tangente
Pour les articles homonymes, voir Atan.
Ne doit pas être confondu avec Arcs tangents.
En mathématiques, l’arc tangente d'un nombre réel est la valeur d'un angle orienté dont la tangente vaut ce nombre.
La fonction qui à tout nombre réel associe la valeur de son arc tangente en radians est la réciproque de la restriction de la fonction trigonométrique tangente à l'intervalle {\displaystyle \left]-{\frac {\pi }{2}},{\frac {\pi }{2}}\right[}. La notation est arctan ou Arctan  (on trouve aussi Atan, arctg en notation française ; atan ou tan−1, en notation anglo-saxonne (Attention de bien écrire : {\displaystyle {\frac {1}{\tan x}}=(\tan x)^{-1}} et non  {\displaystyle \tan ^{-1}(x)}). 
Pour tout réel x :
Dans un repère cartésien orthonormé du plan, la courbe représentative de la fonction arc tangente est obtenue à partir de la courbe représentative de la restriction de la fonction tangente à l'intervalle {\displaystyle \left]-{\frac {\pi }{2}},{\frac {\pi }{2}}\right[} par une réflexion d'axe la droite d'équation y = x (puisqu'elle en est la fonction réciproque).

## Parité
La fonction arctan est impaire, c'est-à-dire que (pour tout réel x)
{\displaystyle \arctan(-x)=-\arctan x}.

## Dérivée
Comme dérivée d'une fonction réciproque, arctan est dérivable et vérifie : 
{\displaystyle \arctan '(x)={\frac {1}{1+x^{2}}}}.

## Développement en série de Taylor
Le développement en série de Taylor de la fonction arc tangente est :
{\displaystyle \forall x\in [-1,1]\quad \arctan x=\sum _{k=0}^{\infty }(-1)^{k}{\frac {x^{2k+1}}{2k+1}}=x-{\frac {1}{3}}x^{3}+{\frac {1}{5}}x^{5}-{\frac {1}{7}}x^{7}+\cdots }.
Cette série entière converge vers arctan quand |x| ≤ 1 et x ≠ ±i. La fonction arc tangente est cependant définie sur tout ℝ (et même — cf. § « Fonction réciproque » — sur un domaine du plan complexe contenant à la fois ℝ et le disque unité fermé privé des deux points ±i).
Voir aussi Fonction hypergéométrique#Cas particuliers.
La fonction arctan peut être utilisée pour calculer des approximations de π ; la formule la plus simple, appelée formule de Leibniz, est le cas x = 1 du développement en série ci-dessus :
{\displaystyle {\frac {\pi }{4}}=1-{\frac {1}{3}}+{\frac {1}{5}}-{\frac {1}{7}}+\ldots }.

## Équation fonctionnelle
On peut déduire arctan(1/x) de arctan x et inversement, par les équations fonctionnelles suivantes :
{\displaystyle \forall x\in \mathbb {R} _{+}^{*}\quad \arctan {\frac {1}{x}}+\arctan x={\frac {\pi }{2}}} ;
{\displaystyle \forall x\in \mathbb {R} _{-}^{*}\quad \arctan {\frac {1}{x}}+\arctan x=-{\frac {\pi }{2}}}.

## Fonction réciproque
Par définition, la fonction arc tangente est la fonction réciproque de la restriction de la fonction tangente à l'intervalle {\displaystyle \left]-{\frac {\pi }{2}},{\frac {\pi }{2}}\right[} :
{\displaystyle \forall x\in \mathbb {R} \quad y=\arctan x\iff \tan y=x{\text{ et }}y\in \left]-{\frac {\pi }{2}},{\frac {\pi }{2}}\right[}.
Ainsi, pour tout réel x, tan(arctan x) = x. Mais l'équation arctan(tan y) = y n'est vérifiée que pour y compris entre {\displaystyle -{\frac {\pi }{2}}} et {\displaystyle {\frac {\pi }{2}}}.
Dans le plan complexe, la fonction tangente est bijective de ]–π/2, π/2[+iℝ dans ℂ privé des deux demi-droites ]–∞, –1]i et [1, +∞[i de l'axe imaginaire pur, d'après son lien avec la fonction tangente hyperbolique et les propriétés de cette dernière. La définition ci-dessus de arctan s'étend donc en :
{\displaystyle \forall x\in \mathbb {C} \setminus {\big (}{\rm {i}}\left(]-\infty ,-1]\cup [1,+\infty [\right){\big )}\quad y=\arctan x\iff \tan y=x{\text{ et }}y\in \left]-{\frac {\pi }{2}},{\frac {\pi }{2}}\right[+{\rm {i}}~\mathbb {R} }.

## Logarithme complexe
Par construction, la fonction arctangente est reliée à la fonction argument tangente hyperbolique et s'exprime donc, comme elle, par un logarithme complexe :
{\displaystyle \forall x\in \mathbb {C} \setminus \left({\rm {i}}\left(]-\infty ,-1]\cup [1,+\infty [\right)\right)\quad \arctan x={\frac {1}{\rm {i}}}\operatorname {artanh} ({\rm {i}}x)={\frac {1}{2{\rm {i}}}}\ln {\frac {1+{\rm {i}}x}{1-{\rm {i}}x}}={\frac {\ln(1+{\rm {i}}x)-\ln(1-{\rm {i}}x)}{2{\rm {i}}}}}.

## Intégration

### Primitive
La primitive de la fonction arc tangente qui s'annule en 0 s'obtient grâce à une intégration par parties :
{\displaystyle \int _{0}^{x}\arctan t\;\mathrm {d} t=x\,\arctan x-{\frac {1}{2}}\ln \left(1+x^{2}\right)}.

### Utilisation de la fonction arc tangente
La fonction arc tangente joue un rôle important dans l'intégration des expressions de la forme 
{\displaystyle {\frac {1}{ax^{2}+bx+c}}}
Si le discriminant D = b2 – 4ac est positif ou nul, l'intégration est possible en revenant à une fraction partielle. Si le discriminant est strictement négatif, on peut faire la substitution par
{\displaystyle u={\frac {2ax+b}{\sqrt {|D|}}}}
qui donne pour l'expression à intégrer
{\displaystyle {\frac {4a}{|D|}}~{\frac {1}{1+u^{2}}}.}
L'intégrale est alors
{\displaystyle {\frac {2}{\sqrt {|D|}}}\arctan {\frac {2ax+b}{\sqrt {|D|}}}}.

## Formule remarquable
Si xy ≠ 1, alors :
{\displaystyle \arctan x+\arctan y=\arctan {\frac {x+y}{1-xy}}+k\pi }
où 
{\displaystyle k={\begin{cases}0&{\text{si }}xy<1,\\1&{\text{si }}xy>1{\text{ avec }}x{\text{ (et }}y{\text{) }}>0,\\-1&{\text{si }}xy>1{\text{ avec }}x{\text{ (et }}y{\text{) }}<0.\end{cases}}}

## Autres utilisations

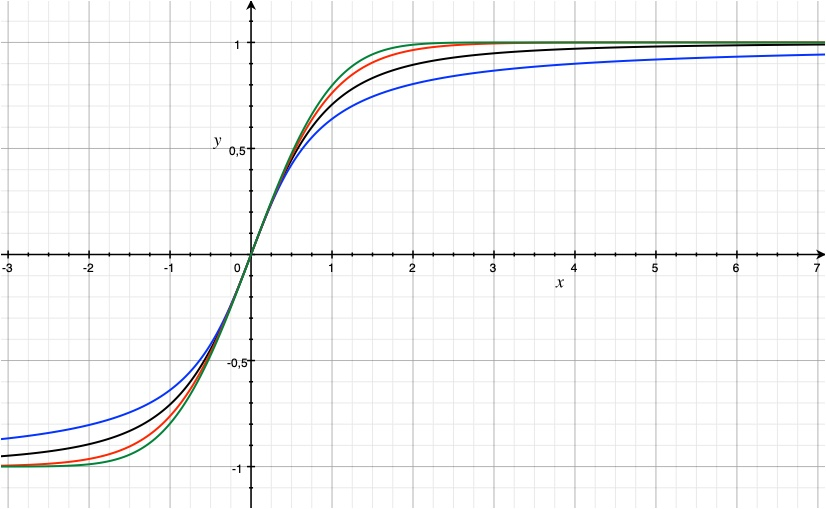
Quatre fonctions sigmoïdes (formes canoniques mises à l'échelle par rapport aux valeurs asymptotiques et à la pente à l'origine). La courbe en bleu représente la fonction arc tangente.

La forme en S de cette fonction fait qu'elle fait partie des fonctions dites sigmoïdes[citation nécessaire]. Par rapport à la fonction logistique de Verhulst et la fonction erf, elle est celle qui est la plus lisse, c'est-à-dire celle qui est la plus longue à rejoindre ses asymptotes.